# Динамо (Рига, 1946–1995)
Хокейний клуб «Динамо» Рига (латис. «Dinamo» Rīga) — колишній латвійський клуб з хокею з шайбою з Риги (Латвія). Клуб заснований в 1946 році. У 1995 році розформовано.

## Історія хокею з шайбою в Ризі
Хокейні традиції в Латвії починаються на початку XX століття. Саме в Ризі в 1908 році відбувся перший матч з «канадського хокею» на території Російської імперії між місцевими командами «Уніон» та Стрілецького парку. У сезоні 1930/1931 року було проведено перший чемпіонат Латвії з хокею з шайбою, в якому взяли участь п'ять клубів, у тому числі ризькі «Юніон», «Вандерер» і «Юніверсітатес Спорт». Дев'ять разів ризькі клуби ставали найсильнішими в країні.

## Історія клубу
У 1946 році для участі в першому чемпіонаті СРСР з хокею з шайбою була утворена команда майстрів «Динамо» (Рига). У першому чемпіонаті СРСР рижани посіли четверте місце. В наступному сезоні «Динамо» знову зупинився за крок від призової трійки. У наступних дев'яти чемпіонатах ризький клуб змінив свою назву на «Даугава», займав місця в середині турнірної таблиці. За підсумками сезону 1958 року рижани посіли останнє місце і сезон 1958/1959 провели у другій групі класу «А». Наступні три сезони «Даугава» знаходилася в нижній частині таблиці найсильнішої радянської хокейної ліги, поки за підсумками сезону 1962/1963 не покинули її. З 1963 по 1973 роки ризький клуб грав у другому за значущістю дивізіоні СРСР (у сезоні 1969/70 — в третьому). У 1960-ті роки в клубі за 10 років змінилося 10 тренерів, в тому числі в сезоні 1967/1968 років команду очолював чеський тренер Станіслав Мотл.
У 1968 році «Динамо» очолив початківець тренер Віктор Тихонов. Він став головним тренером ризького клубу після того, як сім років працював асистентом головного тренера в московському «Динамо». Під керівництвом В. Тихонова «Динамо» в 1973 році повернувся до класу найсильніших, а в сезоні 1976/1977 досяг четвертого місця в чемпіонаті СРСР. Після чого Тихонов отримав пропозицію очолити московський ЦСКА.
У сезоні 1987/1988 років ризький клуб під керівництвом Володимира Юрзінова домігся найвищого досягнення у своїй історії, ставши срібними призерами чемпіонату СРСР, поступившись лише безумовному лідеру радянського хокею ЦСКА у фінальній серії плей-офф.
Після розпаду СРСР ризький клуб під назвою «Рига» взяв участь у чемпіонаті СНД. Під назвою «Пардаугава» брав участь у трьох розіграшах Міжнаціональної хокейної ліги, причому в 1993 і 1994 роках виходив до плей-офф.
Ризький хокейний клуб припинив своє існування в 1995 році.

## Назва клубу
Клуб неодноразово змінював назви, проте найдовше носив назву «Динамо», під якою домігся найбільших успіхів у своїй історії. У 1946—1949 роках клуб носив назву «Динамо».
У 1949—1958 і з 1960—1963 роках команда виступала під назвою «Даугава», в 1958—1960 був відомий як «РВЗ» і «Вагонобудівник», в 1963—1991 — знову «Динамо».
В період з 1991 по 1995 роки клуб носив кілька назв — ХК «Рига», «Рига Старс» і «Пардаугава».

## Досягнення
- Срібний призер чемпіонату СРСР (1988).
- Четверте місце у чемпіонатах СРСР (1947, 1948, 1977 і 1990).
- Півфіналіст Кубка СРСР (1977, 1979).

## Відомі гравці
Найсильнішими гравцями команди у 40-ві і на початку 50-х років були:
- воротар — Харій Меллупс, Херберт Сіліньш, Імантс Спундіньш;
- захисники — Харій Вітоліньш[ru], Роберт Пакаліс, Роберт Шульманіс;
- нападники — Едгар Клавс, Вольдемар Шульманіс, Елмар Бауріс, Альфонс Егерс, Георг Страупе, Лаймонс Зілпаушс, Мартіньш Петерсонс, Карліс Роніс, Лев Огерчук.

Харійс Меллупс брав участь у матчах з ЛТЦ у 1948. У складі збірної СРСР на чемпіонатах світу і зимових Олімпійських іграх грали воротарі Артур Ірбе і Віталій Самойлов, нападник Хельмут Балдеріс (найрезультативніший у команді у чемпіонатах СРСР). Віктор Хатулєв — перший з хокеїстів СРСР, який був обраний на драфті Національної хокейної ліги.
В списках найкращих хокеїстів країни були:
- воротарі — Віктор Афонін, Михайло Васильонок, Володимир Бистров, Віталій Самойлов;
- захисник — В'ячеслав Назаров;
- нападники — Хельмут Балдеріс, Олексій Фроліков, Анатолій Ємельяненко і Анатолій Антипов.

Найбільше ігор у вищій лізі СРСР провели:
1. Володимир Дурдін — 590
2. Андрій Матицин — 438
3. Володимир Лубкін — 414
4. Сергій Скосирєв — 411
5. В'ячеслав Назаров[lv] — 401
6. Михайло Шостак — 399
7. Євген Семеряк — 389
8. Олексій Фроликов — 370
9. Михайло Васильонок[en] — 350
10. Михайло Абалмасов — 355
11. Гельмут Балдеріс — 343
12. Костянтин Григор'єв — 342
13. Олександр Белявський[en] — 339
14. Олег Знарок — 339
15. Леонід Береснєв[en] — 329
16. Харальд Васильєв[en] — 322
17. Дмитро Зинов'єв — 304

## Головні тренери
- Яніс Добеліс[it] (1946—1949)
- Едгарс Клавс (1949—1961)
- Анатолій Єгоров (1961—1962)
- Георгій Фірсов (1962—1963)
- Станіслав Мотл (1967—1968, Чехословаччина)
- Віктор Тихонов (1968—1977)
- Евалд Грабовський (1977—1980)
- Володимир Юрзінов (1980—1989)
- Евалд Грабовський (1989—1991)
- Євген Банів (1992)
- Юрій Репс (1992—1994)
- Михайло Бескашнов[lv] (1994—1995)
- Леонід Береснєв (1995)

## Суперсерії
Матчі проти клубів НХЛ:
| № | Дата       | Місце        | Господарі              | Рахунок | Гості                | Голи                                                                  |
| - | ---------- | ------------ | ---------------------- | ------- | -------------------- | --------------------------------------------------------------------- |
| 1 | 27.12.1988 | Калгарі      | «Калгарі Флеймс»       | 2-2     | «Динамо» (Рига)      | Березан, Лооб — Керч, Белявський                                      |
| 2 | 28.12.1988 | Едмонтон     | «Едмонтон Ойлерз»      | 2-1     | «Динамо» (Рига)      | Куррі, Мессьє — Вітоліньш                                             |
| 3 | 30.12.1988 | Ванкувер     | «Ванкувер Канакс»      | 6-1     | «Динамо» (Рига)      | Стерн, Бредлі (2), Танті, Сандлак, Педерсон — Знарок                  |
| 4 | 31.12.1988 | Лос-Анджелес | «Лос-Анджелес Кінгс»   | 3-5     | «Динамо» (Рига)      | Ніколс, Макбін, Грецкі — Семенов, Ломакін, Селянин, Фроліков, Смирнов |
| 5 | 04.01.1989 | Чикаго       | «Чикаго Блекгокс»      | 4-1     | «Динамо» (Рига)      | Конройд, Лармер, Крейтон, Сеніпасс — Яшин                             |
| 6 | 05.01.1989 | Сент-Луїс    | «Сент-Луїс Блюз»       | 5-0     | «Динамо» (Рига)      | Галл, Кавалліні, Раглен, Геркес, Беннінг                              |
| 7 | 07.01.1989 | Блумінгтон   | «Міннесота Норт-Старс» | 1-2     | «Динамо» (Рига)      | Марук — Акулінін, Скосирєв                                            |
| 8 | 19.09.1989 | Рига         | «Динамо» (Рига)        | 1-2     | «Вашингтон Кепіталс» | Варянов — Крістіан, Бергланд                                          |
| 9 | 14.09.1990 | Рига         | «Динамо» (Рига)        | 2-4     | «Монреаль Канадієнс» | Болдавешко, Знарок — Корсон, Куртнолл, Ріше, Савар                    |

## Статистика
Статистика виступів у вищій лізі СРСР:
| Сезон   | І  | В  | Н | П  | ЗШ  | ПШ  | О  | Місце  | Кращий бомбардир                  |
| ------- | -- | -- | - | -- | --- | --- | -- | ------ | --------------------------------- |
| 1946-47 | 6  | 4  | 1 | 1  | 22  | 11  | 9  | 4      | Роберт Шульманіс — 7              |
| 1947-48 | 18 | 11 | 2 | 5  | 81  | 48  | 24 | 4      | Роберт Шульманіс — 24             |
| 1948-49 | 18 | 8  | 3 | 7  | 55  | 53  | 19 | 6      | Вольдемар Шульманіс — 13          |
| 1949-50 | 22 | 10 | 3 | 9  | 84  | 74  | 23 | 6      | Альфонс Егерс — 23                |
| 1950-51 | 10 | 2  | 2 | 6  | 30  | 42  | 6  | 10     | Вольдемар Шульманіс — 7           |
| 1951-52 | 16 | 4  | 1 | 11 | 43  | 60  | 9  | 5      | Елмарс Бауріс — 17                |
| 1952-53 | 5  | 1  | 1 | 3  | 13  | 16  | 3  |        | Елмар Бауріс — 5                  |
| 1953-54 | 16 | 5  | 1 | 10 | 50  | 90  | 11 | 6      | Елмар Бауріс — 14                 |
| 1954-55 | 18 | 6  | 4 | 8  | 42  | 57  | 16 | 5      | Елмар Бауріс, Лев Огерчук — 8     |
| 1955-56 | 28 | 14 | 2 | 12 | 99  | 100 | 30 | 6      | Лев Огерчук, Мікеліс Фірсов — 15  |
| 1956-57 | 30 | 8  | 5 | 17 | 67  | 80  | 21 | 12     | Вольдемар Шульманіс — 12          |
| 1957-58 | 34 | 5  | 1 | 28 | 75  | 179 | 11 | 16 (↓) | Борис Севастьянов — 14            |
| 1959-60 | 29 | 1  | 1 | 27 | 51  | 200 | 3  | 18     | Мікеліс Фірсов — 7                |
| 1960-61 | 34 | 2  | 4 | 28 | 76  | 181 | 8  | 19     | Юрій Бистров — 11                 |
| 1961-62 | 38 | 12 | 4 | 22 | 112 | 163 | 28 | 15     | Гунар Крастіньш — 16              |
| 1962-63 | 37 | 11 | 2 | 24 | 108 | 172 | 24 | 17 (↓) | Гунар Крастіньш — 17              |
| 1973-74 | 32 | 13 | 2 | 17 | 120 | 130 | 28 | 6      | Борис Пономарьов — 22 (9+13)      |
| 1974-75 | 36 | 15 | 9 | 12 | 152 | 143 | 39 | 5      | Гельмут Балдеріс — 48 (34+14)     |
| 1975-76 | 36 | 16 | 5 | 15 | 122 | 118 | 37 | 6      | Гельмут Балдеріс — 45 (31+14)     |
| 1976-77 | 36 | 17 | 7 | 12 | 133 | 126 | 41 | 4      | Гельмут Балдеріс — 63 (40+23)     |
| 1977-78 | 36 | 13 | 8 | 15 | 118 | 135 | 34 | 6      | Петро Воробйов — 31 (15+16)       |
| 1978–79 | 44 | 19 | 7 | 18 | 150 | 132 | 45 | 6      | Михайло Абалмасов — 26 (15+11)    |
| 1979–80 | 44 | 16 | 4 | 24 | 134 | 162 | 36 | 8      | Віктор Доброхотов — 27 (13+14)    |
| 1980–81 | 49 | 22 | 6 | 21 | 163 | 157 | 50 | 5      | Гельмут Балдеріс — 50 (26+24)     |
| 1981–82 | 56 | 17 | 6 | 33 | 202 | 234 | 40 | 8      | Гельмут Балдеріс — 63 (39+24)     |
| 1982–83 | 56 | 27 | 5 | 24 | 240 | 212 | 59 | 5      | Гельмут Балдеріс — 63 (32+31)     |
| 1983–84 | 44 | 17 | 8 | 19 | 146 | 172 | 42 | 8      | Гельмут Балдеріс — 39 (24+15)     |
| 1984–85 | 52 | 18 | 9 | 25 | 170 | 196 | 45 | 7      | Гельмут Балдеріс — 51 (31+20)     |
| 1985–86 | 40 | 19 | 6 | 15 | 138 | 128 | 44 | 5      | Олександр Белявський — 24 (14+10) |
| 1986–87 | 40 | 14 | 5 | 21 | 117 | 132 | 33 | 7      | Олег Знарок — 25 (13+12)          |
| 1987–88 | 51 | 24 | 7 | 20 | 172 | 162 | 55 |        | Олексій Фроліков — 39 (24+15)     |
| 1988–89 | 44 | 18 | 6 | 20 | 115 | 131 | 42 | 6      | Олександр Белявський — 34 (19+15) |
| 1989–90 | 48 | 26 | 7 | 15 | 148 | 117 | 59 | 5      | Олег Знарок — 42 (15+27)          |
| 1990–91 | 46 | 25 | 5 | 16 | 187 | 138 | 55 | 5      | Олег Знарок — 51 (24+27)          |
| 1991-92 | 30 | 10 | 0 | 10 | 94  | 127 | 20 | 14     | Ілмарс Толманс — 25 (12+13)       |

Статистика виступів у Міжнаціональній хокейній лізі:
| Сезон   | І  | В  | ВО | Н | ПО | П  | ЗШ  | ПШ  | О  | Місце | Кращий бомбардир            |
| ------- | -- | -- | -- | - | -- | -- | --- | --- | -- | ----- | --------------------------- |
| 1992-93 | 44 | 20 | 1  | 8 | 1  | 14 | 147 | 135 | 50 | 9-16  | Олександр Керч — 40 (24+16) |
| 1993-94 | 46 | 18 | 3  | 6 | 0  | 19 | 153 | 155 | 48 | 12    | Айгарс Ципрус — 29 (17+12)  |
| 1994-95 | 52 | 13 | 1  | 4 | 1  | 33 | 99  | 168 | 32 | 27-28 | Леонід Тамбієв — 28 (21+7)  |